# Melia (Gattin des Inachos)
Melia (altgriechisch Μελία Melía) ist eine Okeanide.
Sie war mit Inachos, dem König von Argos verheiratet. Ihre Kinder waren Aigialeus, Phoroneus und Io. Als weitere Kinder werden Mykene und Pegeus genannt.